# گیب نوینز
گِیب نِوینز (به انگلیسی: Gabe Nevins) (زادهٔ ۲۶ اوت ۱۹۹۱) یک بازیگر غیرحرفه‌ای آمریکایی است که به خاطر بازی در فیلم پارک پارانویا به کارگردانیٔ گاس ون سنت شناخته شد. این فیلم در سال ۲۰۰۷، بر اساس رمانی با همین نام از بلیک نلسون در پورت‌لند (ایالت اورگن) ساخته شد.
نوینز در فیلم ایفاگر نقش الکس، نوجوانی هراس‌زده است که حادثه‌ای ناگوار را که ذهن‌اش را به خود مشغول کرده، به خاطر می‌آورد. فیلم پارانوئید پارک جایزهٔ ویژهٔ شصتمین دوره جشنواره فیلم کن را به دست آورد.